# Emmerich Schäffer
Emmerich Schäffer, auch Emmerich Schäfer, (* 10. Oktober 1931 in Timișoara, Königreich Rumänien; † Mai 1999 in München) war ein rumäniendeutscher Schauspieler.

## Leben
Emmerich Schäffer wurde in Rumänien geboren und begann dort seine Laufbahn als Bühnen- und Filmschauspieler.
Durch seine Rolle des Schiffskochs Thomas Mugridge in dem ZDF-Abenteuer-/Adventsvierteiler Der Seewolf, der Ende 1971 erstmals ausgestrahlt wurde, wurde er in Deutschland bekannt, allerdings wurde er darin von seinem Kollegen Horst Raspe synchronisiert. Auch in einem weiteren Vierteiler, Lockruf des Goldes von 1975, bekam er eine Rolle. Nebenbei gab er das Theaterspiel nie auf. Seit 1977 wohnte er in Deutschland und spielte unter anderem am Theater in Ingolstadt.
Emmerich Schäffer erlag im Mai 1999 im Münchner Universitätsklinikum einer langen, schweren Krankheit.
Er war mit der am Nationaltheater Bukarest engagierten rumänischen Schauspielerin Adela Mărculescu (* 21. Dezember 1938) verheiratet.

## Filmografie
- 1965: Der Wald der Gehenkten (Pădurea spânzuraților)
- 1966: Der Tunnel
- 1966: Un film cu o fata fermecatoare
- 1967: Fingerabdrücke (Amprenta)
- 1967: Der Himmel beginnt im 3. Stock (Cerul începe la etajul III)
- 1969: Castelul condamnaților
- 1970: Die Schlacht der Giganten (Mihai Viteazul)
- 1971: Der Seewolf (Fernsehvierteiler)
- 1972: Weil sie sich liebten (Pentru că se iubesc)
- 1973: Zwischen Verdacht und Vertrauen (Ceața)
- 1973: Cantemir
- 1975: Evadarea
- 1975: Lockruf des Goldes (Fernsehvierteiler)
- 1975: Hyperion
- 1975: Ein Kriminalkommissar klagt an
- 1975: Die Jagd nach der Handschrift
- 1976: Zile fierbinți
- 1976: Die Verurteilung (Osânda)
- 1978: Der Alte (Fernsehserie; Folge: Nachtmusik)
- 1978: Das Einhorn
- 1979: Evadarea
- 1981: Die Momskys oder Nie wieder Sauerkraut
- 1982: Die Pawlaks – Eine Geschichte aus dem Ruhrgebiet (Fernsehserie)
- 1983: Trauma
- 1990: Die Entführung aus dem Serail (Fernsehfilm)
- 1992: Forsthaus Falkenau (Fernsehserie)
- 1997: Frauenarzt Dr. Markus Merthin (Fernsehserie)